# Bierbuik

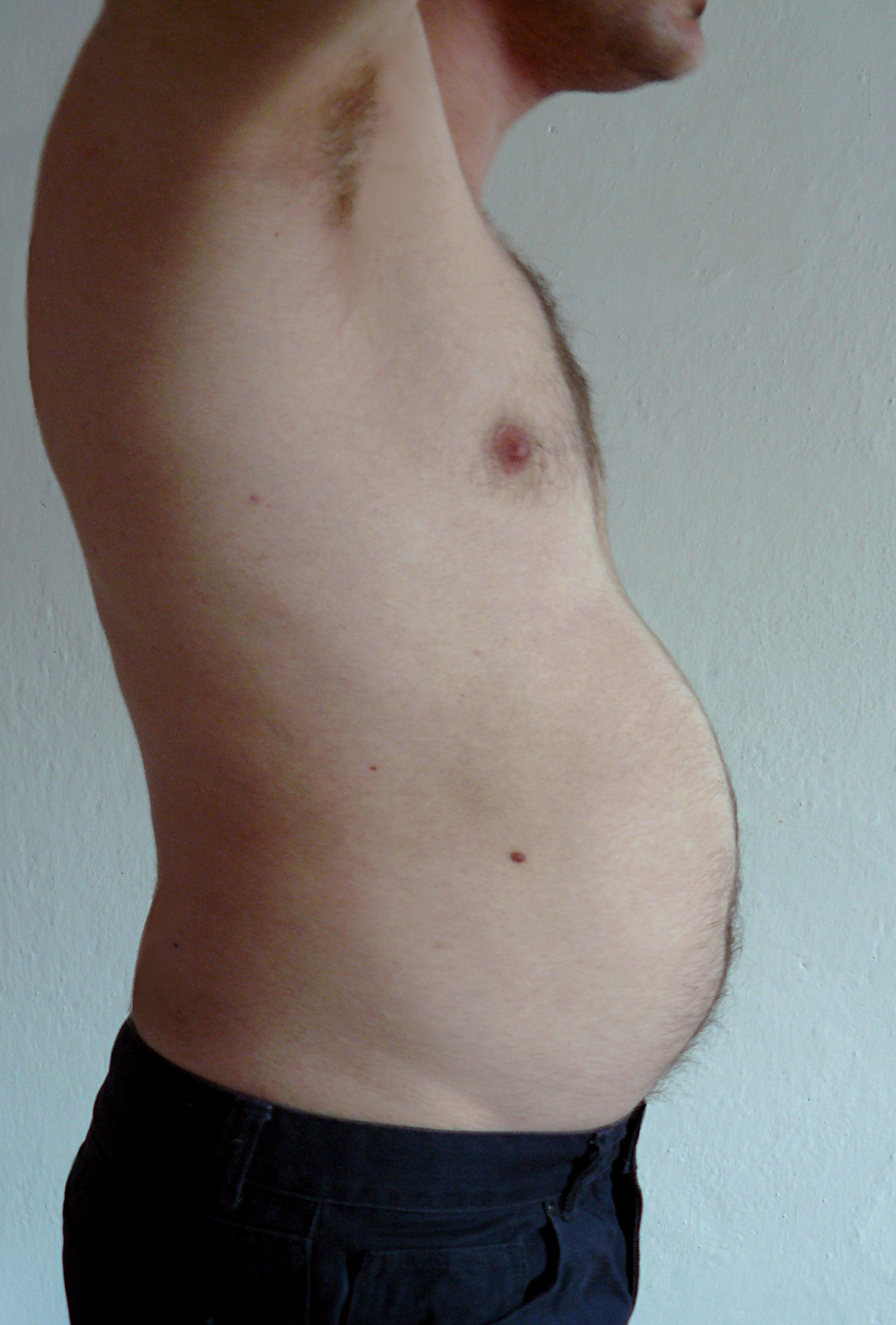
Bierbuik

Een bierbuik is een vooral bij mannen voorkomende dikke, naar voren uitpuilende buik, zonder dat de rest van het lichaam noodzakelijkerwijs dik is.
Zoals de naam al zegt, wordt door de meeste mensen aangenomen dat deze buik het gevolg is van veel bierdrinken. Eerder is de bierbuik het gevolg van aanleg en eetgewoonten. Wanneer mannen lijden aan overgewicht of obesitas zal het vet zich vooral ophopen in de buik. Bij overgewicht bij vrouwen zal het vet zich ophopen op de heupen (peertype of gynoïde obesitas), de bovenbenen en bovenarmen, maar ook op de buik (appeltype of androïde obesitas).
Sommige biersoorten bevatten, anders dan andere alcoholische dranken zoals wijn en jenever, vrij veel suikers. Stevige bierdrinkers krijgen veel van deze suikers binnen, die in het lichaam in vet worden omgezet. De bierbuik zou echter vooral te wijten zijn aan de eet- en leefgewoonten die vaak met veel bier drinken gepaard gaan. Zware bierdrinkers consumeren veelal ook meer calorierijke spijzen zoals friet, hamburgers, gefrituurde snacks, salami, kaas, enz. en bewegen meestal minder. Bier scherpt immers de eetlust aan.